# Elezioni legislative nei Paesi Bassi del 1913
Le elezioni legislative nei Paesi Bassi del 1913 si tennero il 17 e il 25 giugno per il rinnovo della Tweede Kamer.

## Risultati
| Liste                                                   | Voti    | %     | Seggi |
| ------------------------------------------------------- | ------- | ----- | ----- |
| Partito Anti-Rivoluzionario                             | 165 560 | 21,54 | 11    |
| Partito Socialdemocratico dei Lavoratori                | 142 185 | 18,50 | 17    |
| Unione Liberale                                         | 128 706 | 16,74 | 20    |
| Lega Generale delle Unioni Elettorali Romano-Cattoliche | 111 081 | 14,45 | 25    |
| Unione Cristiana-Storica                                | 80 402  | 10,46 | 10    |
| Lega Libero-Democratica                                 | 56 462  | 7,35  | 7     |
| Lega dei Liberali Liberi                                | 50 541  | 6,57  | 10    |
| Altri                                                   | 33 771  | 4,39  | –     |
| Totale                                                  | 768 708 | 100   | 100   |